# Hilke Veth
Hilke Veth (* 1946 in Shanghai) ist eine deutsche Hörspieldramaturgin und Autorin.

## Leben
Hilke Veth studierte Literaturwissenschaft und Soziologie an den Universitäten in Berlin, Hamburg und dem kalifornischen Berkeley. Danach war sie als Kulturjournalistin, Autorin und Theaterdramaturgin tätig. 1986 wurde ihre Theaterrevue Ein Schiff wird kommen am Westfälischen Landestheater aufgeführt. 1995 erhielt sie den Hamburger Förderpreis für Literatur und literarische Übersetzungen, im selben Jahr trat sie beim Norddeutschen Rundfunk eine Stelle als Hörspieldramaturgin an und war als solche unter anderem für die Radio-Tatort-Beiträge des NDR zuständig. Daneben hatte Veth verschiedene Lehraufträge, u. a. an der Fachhochschule für Gestaltung, Hamburg. Mit dem Buch Shanghai: lucky city porträtierte sie 2004 ihre Geburtsstadt. Zusammen mit Martina Bölck porträtierte sie in "Ausgerechnet zu den Chinesen" 18 deutschsprachige Frauen, die im 19. und 20. Jahrhundert in China unterwegs waren und arbeiteten. 2024 erschien ihr Roman "Abschied von Shanghai? Maskee" im Pirmoni Verlag. 

## Hörspiele
Bearbeiterin (Wort)
- 1992: Tödliche Therapie – Autorin: Sara Paretsky – Regie: Ferdinand Ludwig
- 2002: Engel und Einsame – Autor: Ramón Díaz Eterovic – Regie: Stefan Dutt
- 2006: Gnade – Autorin: Linn Ullmann – Regie: Margit Kreß
- 2007: Tod einer roten Heldin – Autor: Qiu Xiaolong – Regie: Sven Stricker
- 2008: Der Mann unter der Treppe – Autorin: Marie Hermanson – Regie: Daniela Kletzke
- 2009: Rot – Autor: Uwe Timm – Regie: Christiane Ohaus
- 2011: Vier Lehrmeister – Autor: Liao Yiwu – Regie: Andrea Getto
- 2012: Rost – Autor: Philipp Meyer – Regie: Ulrich Lampen
- 2013: Die letzte Flucht – Autor: Wolfgang Schorlau – Regie: Leonhard Koppelmann

Dramaturgin
- 2007: Die Siedlung – Autor: Matthias Wittekindt – Regie: Beatrix Ackers
- 2008: Radio-Tatort: Schmutzige Wäsche – Autor: Frank Göhre – Regie: Norbert Schaeffer
- 2008: Radio-Tatort: Tod eines Tauchers – Autor: Matthias Wittekindt – Regie: Norbert Schaeffer
- 2009: Radio-Tatort: Störtebekers Rache – Autor: Matthias Wittekindt – Regie: Norbert Schaeffer
- 2010: Gespräche mit Astronauten – Autorin: Felicia Zeller – Regie: Antje Vowinckel
- 2010: Radio-Tatort: Schlick – Autorin: Elisabeth Herrmann – Regie: Sven Stricker
- 2011: Radio-Tatort: Totalverlust – Autor: Matthias Wittekindt – Regie: Sven Stricker
- 2011: Radio-Tatort: Versunkene Gräber – Autorin: Elisabeth Herrmann – Regie: Sven Stricker
- 2012: Radio-Tatort: Die blaue Jacht – Autor: Matthias Wittekindt – Regie: Sven Stricker

Autorin
- 1996: Du meinst, ich rede wie alle – Regie: Annette Kurth

## Veröffentlichungen
- Literatur von Frauen. In: Bernd Weyergraf (Hrsg.): Literatur der Weimarer Republik (= Hansers Sozialgeschichte der deutschen Literatur vom 16. Jahrhundert bis zur Gegenwart. Band 8). C. Hanser, München / Wien 1995, ISBN 3-446-12783-6, S. 446–482.
- Shanghai: lucky city. Ein Portrait von Hamburgs Partnerstadt. Fotos von Achim Sperber, Christians-Verlag, Hamburg 2004, ISBN 3-88920-060-5.
- Martina Bölck und Hilke Veth: "Ausgerechnet zu den Chinesen. Deutschsprachige Abenteurerinnen in China". Aviva-Verlag, Berlin, 2023.
- Abschied von Shanghai? Maskee! Roman. Primoni Verlag, Krefeld, 2024.